# André Heller
André Heller (Novo Hamburgo, 17 de dezembro de 1975) é um ex-voleibolista indoor brasileiro, que atuava na posição de central. Disputou três edições dos Jogos Olímpicos de Verão, a primeira em Sydney 2000, sendo medalhista de ouro no ano de 2004 e de prata no ano de 2008, Grécia e China, respectivamente. 
Esteve em três edições da Copa do Mundo no Japão, nos anos de 1999, sendo bicampeão nos anos de 2003 e 2007; representou a seleção principal em duas edições do Campeonato Mundial, ambas no Japão, sagrando-se campeão mundial em 2006 e semifinalista em 1998; conquistou duas medalhas na Copa dos Campeões no Japão, nos anos de 2001 e 2005, prata e ouro, respectivamente; disputou três edições dos Jogos Pan-Americanos, sendo medalhista nestas, nos anos de 1999, 2003 e 2007, prata, bronze e ouro, respectivamente.
Participou de dez edições da Liga Mundial, sangrando-se hexacampeão nos anos de 2001, 2003. 2004, 2005, 2006 e 2007, sendo vice-campeão em 2002, terceiro lugar nas edições de 1999 e 2000, e semifinalista em 2008. Em seu sua carreira pela seleção foi tricampeão do Campeonato Sul-Americano nos anos de 1999, 2003 e 2005, a primeira na Argentina e as demais no conquistas foram no Brasil. Integrou a seleção em quatro edições da Copa América, sendo bicampeão nos anos de 1998 e 1999, na Argentina e Estados Unidos, respectivamente, e possui duas pratas nas edições de 2000 e 2005, ambas no Brasil.
Em clubes participou de duas edições da Challenge Cup CEV, conquistando a medalha de ouro na edição 2007-08 na Rússia e também disputou a Copa CEV 2004-05; e foi semifinalista no Campeonato Sul-Americano de Clubes de 20009 no Brasil.

## Biografia

### Início
André nasceu prematuramente, de uma gestação de sete meses, pesava apenas dois quilos. Enfrentava problemas de asma, por recomendação médica iniciou a praticar natação, como também tinha rinite alérgica, a prática desportiva citada não estava progredindo no tratamento da asma, então resolveu ingressar no basquetebol, posteriormente atletismo, e foi campeão gaúcho no salto em distância e no salto em altura [carece de fontes?], até chegar na modalidade que o tornou profissional, ou seja, o voleibol, isto em 1990, inspirou-se no pai que além de atleta foi técnico em Novo Hamburgo.

### Categorias de base
Com 14 anos de idade fez testes na Sociedade Ginástica de Novo Hamburgo, mais tarde transformaria em Frangosul/Ginástica, medindo 1,78 m na época foi aprovado, e em 1993 foi convocado para Seleção Brasileira nas categorias de base, sua estreia internacional foi no Campeonato Sul-Americano Infanto-Juvenil de 1994, realizado em Caracas, na Venezuela, conquistando a medalha de ouro, devido a suas características teve continuidade na seleção brasileira, com forte bloqueio e impulsão vertical acima de 90 cm.
Foi convocado para Seleção Brasileira, categoria juvenil, e estava no grupo que treinava em Vitória em preparação para o Campeonato o Sul-Americano Juvenil de 1994 no Peru e o Campeonato Mundial de 1995 na Malásia. Disputou o Campeonato o referido Campeonato Sul-Americano Juvenil de 1994, realizado em Lima, no Peru, ocasião que conquistou a medalha de ouro.

### Carreira em clubes
Defendeu a Frangosul/ Ginástica foi campeão do Campeonato Gaúcho de 1994 e disputou a primeira edição da Superliga Brasileira A 1994-95, conquistando o título inédito para o clube.
Renovou com a Frangosul/Ginástica para temporada 1995-96, alcançando o bronze na correspondente Superliga Brasileira A.Na jornada 1996-97 transfere-se para a Ulbra/Diadora, com sede em Canoas, encerrando na sexta colocação. Renovou com o clube para as competições do período esportivo 1997-98 e conquistou o bicampeonato na correspondente Superliga Brasileira A.
No período esportivo 1998-99 assinou contrato com a Ulbra/Pepsi, como seu clube foi convidado para disputar o Campeonato Carioca de 1998, alcançou o vice-campeonato, ainda em 1998 foi campeão do Torneio Euromash na França e do Torneio Saarbrucken na Alemanha, também da Copa Sul e disputou a Superliga Brasileira 1998-99 conquistando seu terceiro título nacional em sua trajetória.
Transferiu-se no período esportivo 1999-00 para o Telemig Celular/Minas foi campeão do Campeonato Mineiro de 1999, chegou a final da Superliga Brasileira A conquistando o título.
Transferiu-se no período esportivo 1999-00 para o Telemig Celular/Minas foi campeão do Campeonato Mineiro de 1999, chegou a final da Superliga Brasileira A conquistando o título.
Transferiu-se para o Unisul/Pierry Sport e disputou as competições da jornada esportiva 2000-01, competindo no Campeonato Catarinense (Copa Unimed) de 2000, conquistou o vice-campeonato do Torneio Camino Al Mundial, na Argentina, disputando a fase final do Campeonato Catarinense, conquistando o título. Também conquistou a medalha de ouro para a cidade de Florianópolis que há trinta e sete anos não obtinha tal resultado, nos Jasc realizado em Brusque e disputou mais uma edição da Superliga Brasileira A 2000-01 e ficou com o bronze na edição.
Renovou com o time catarinense, ou seja, a Unisul/SC, conquistando bicampeonato nos Jasc de realizado em Itajaí e disputou a Copa Sul, finalizando em quarto lugar e no Campeonato Catarinense de 2001 conquistando o bicampeonato e disputou a Superliga Brasileira A 2001-02, novamente alcançando o bronze na edição e entrou na galeria dos “Destaques Esportivos de Santa Catarina” de 2001.
Continuou sua trajetória profissional encaminhou-se para terceira temporada pela Unisul/SC, disputou a 42ª edição dos Jogos Abertos de Santa Catarina (Jasc), sediado em Lages, obtendo a medalha de ouro;sagrou-se tricampeão do Campeonato Catarinense em 2002 e disputou a Superliga Brasileira A, sagrando-se vice-campeão.
Renovou por mais uma temporada com a Unisul/SC, conquistou o bronze na II Copa Bento Gonçalves de 2003, também conquistou os títulos do Grand Prix de Clubes e da Supercopa dos Campeões e conquistou seu pentacampeonato na história da Superliga Brasileira A, conquista correspondente a temporada 2003-04, sagrou-se tetracampeão catarinense, conquistou o tetracampeonato no
43ª edição dos Jogos Abertos de Santa Catarina (Jasc), em Blumenau.
Pela primeira vez deixa o voleibol nacional e atua no estrangeiro, quando defendeu o clube italiano do Itas Diatec Trentino, e na Liga A1 Italiana alcançou a oitava posição, e nos playoffs avançou até as quartas de final, mesma fase que alcançou na Copa A1 Itália, conquistou o título do Trofeo TIM. Também disputou as duas copas europeias importantes, a edição da Copa CEV 2004-05 ( na época ainda (Top Teams Cup), ficando em segundo lugar no Torneio#1 i, na fase classificatória, não avançando para a fase seguinte e a outra participação foi na Challenge Cup, na ocasião ainda tinha a nomenclatura “Copa CEV”, encerrando em primeiro lugar na fase de classificação no Tournament #6 i, sofrendo eliminação nas oitavas de final.
Permaneceu no voleibol italiano por mais uma jornada, defendendo o Cimone Modena na Liga A1 Italiana 2007-08, encerrando na fase classificatória em oitavo lugar e avançando até as quartas de final, mesma fase que alcançou na Copa A1 Itália.Novamente disputa uma edição da Challenge Cup 2007-08, nomenclatura modificada nesta edição, e conquistou o título inédito nesta competição e premiado como o Melhor Bloqueador da edição.
Foi repatriado pela equipe do Vivo/Minas foi vice-campeão mineiro de 2008
e atuou pelo Vivo/Minas que representou o E.C.Pinheiros, resultando na parceria Pinheiros/Vivo, e disputou o Campeonato Paulista de 2008 finalizando com o vice-campeonato e disputou a Superliga Brasileira A 2008-09, finalizando com o vice-campeonato.
Em 2009 disputou pelo Vivo/Minas a edição do Campeonato Sul-Americano de Clubes, realizado em Florianópolis,perdendo a chance de conquistar uma medalha, tendo que se contentar com a quarta posição e renova com o clube Vivo/Minas por mais uma jornada, alcançando o terceiro lugar no Desafio Globo Minas, terceiro lugar do Torneio de Florianópolis, obteve o título do I Torneio de Vôlei Cidade de Juiz de Fora, e novamente foi vice-campeão do Campeonato Mineiro de 2009 e na Superliga Brasileira A 2009-10 encerrou por este clube na sétima posição.
Foi contratado na jornada esportiva 2010-11 pelo clube do Medley/Campinas conquistando em 2010 o título dos Jogos Regionais, os vice-campeonatos na Copa São Paulo e nos Jogos Abertos do Interior e disputou a Superliga Brasileira A 2010-11 e avançou as quartas de final, encerrando em oitavo lugar.
Renovou com o Medley/Campinas para a temporada 2011-12 sendo vice-campeão dos Jogos Abertos do Interior de 2011, disputado em Santo André e vice-campeão também no Campeonato Paulista e obteve o sétimo lugar após eliminação nas quartas de final na Superliga Brasileira A 2011-12.
Foi contratado pelo Medley/Campinas para as competições do período de 2012-13 foi vice-campeão da Copa São Paulo de 2012 e foi vice-campeão do Campeonato Paulista no mesmo ano e ouro nos Jogos Abertos do Interior de 2012 de Bauru e encerrou na quinta posição na Superliga Brasileira A 2012-13.
Renovou com Vôlei Brasil Kirin/Campinas conquistou o vice-campeonato no Campeonato Paulista de 2013 e bronze na Copa Brasil de 2014 sediada em  Maringá, PR e pela Superliga Brasileira A 2013-14 avançou até as semifinais encerrando com o bronze.

### Seleção Brasileira
Convocado para Seleção Brasileira, categoria adulto, em 1997 para disputar o Pré-Mundial Sul-Americano, disputado na Argentina e no Brasil, conquistando o título e a qualificação para o Campeonato Mundial de 1998. Em 1998 a disputou pela seleção a sua primeira edição da Liga Mundial, cuja fase final deu-se em Milão, com a camisa#16 finalizou na quinta colocação; disputou também neste mesmo ano a primeira edição da Copa América de 1998 realizada na cidade argentina de Mar del Plata, ocasião que conquistou o título de forma invicta. Também disputou pela seleção nesse no referido Campeonato Mundial de 1998, este sediado em Tóquio, no Japão, quando vestiu a camisa#3, e nesta edição foi semifinalista, encerrando na quarta colocação.
Representou a Seleção Brasileira novamente em 1999, disputou sua segunda edição na Liga Mundial, com a camisa#3, alcançou o bronze nesta edição cuja fase final foi em Mar del Plata; ainda disputou em 1999 pela primeira vez uma edição dos Jogos Pan-Americanos realizados em Winnipeg, no Canadá, sagrando-se medalhista de prata. Convocado neste ano para disputar o Campeonato Sul-Americano em Córdova, na Argentina, conquistando o título e finalizou a temporada pela seleção com o bicampeonato na Copa América, sediada na Flórida, Estados Unidos e o quinto lugar na Copa do Mundo do Japão de 1999.
Foi convocada para Seleção Brasileira na temporada de 2000, disputou o Pré-olímpico Sul-Americano disputado em São Caetano do Sul, alcançando o título e a qualificação para Olimpíada de Sydney no mesmo ano, em seguida disputou a Liga Mundial, cuja fase final foi em Roterdã, na Holanda, e nesta edição foi semifinalista, alcançando o bronze.
Ainda no ano de 2000 disputou a terceira edição da Copa América, realizada em São Bernardo do Campo, Brasil, ocasião que conquistou o vice-campeonato. Disputou sua primeira edição dos Jogos Olímpicos de Verão de 2000, realizados em Sydney, na Austrália, mas não avançou nem as semifinais, encerrando na sexta colocação.
Voltou a representar a Seleção Brasileira no ano de 2001, conquistando com a camisa#4 o título da Liga Mundial, cuja fase final ocorreu em Katowice, na Polônia e conquistou o título do Pré-Mundial Sul-Americano, sediado em São Caetano do Sul, e a qualificação para o Campeonato Mundial da Argentina no ano seguinte, também pela seleção principal foi vice-campeão da Copa dos Campeões de 2001, sediado nas cidades japonesas de Nagoia e Tóquio.
Em 2002 namorava a também jogadora de vôlei Marcelle, na época levantadora da Seleção Brasileira; sendo convocado para seleção principal para disputar a Liga Mundial de 2002, cuja fase final foi em solo brasileiro na cidade de Belo Horizonte, finalizando com a segunda colocação e foi um dos atletas cortadas do grupo que se preparava para o Campeonato Mundial de 2002 na Argentina, representou um marco em sua carreira, pois, buscou aperfeiçoar para voltar a vestir a camisa da seleção.
Após o corte de 2002 voltou para a Seleção Brasileira e disputou a Liga Mundial de 2003, cuja fase final ocorreu em Madrid, na Espanha, conquistando o título da edição, disputou a edição dos Jogos Pan-Americanos de 2003, em Santo Domingo, na República Dominicana, conquistando o bronze.
Ainda em 2003 conquistou o título do Campeonato Sul-Americano sediado no Rio de Janeiro e disputou a Copa do Mundo no Japão, sagrando-se campeão na competição e obteve a qualificação para s Jogos Olímpicos de Atenas em 2004, vestindo a camisa#4, nesta conquista.
Na temporada de 2004 pela Seleção Brasileira, conquistou o bicampeonato na Liga Mundial, cuja fase final foi realizada em Roma, na Itália e disputou pela segunda vez uma edição dos Jogos Olímpicos, sediada em Atenas na Grécia e conquistou a medalha de ouro.
Em 2005 voltou a competir representando a Seleção Brasileira, conquistando o tricampeonato da Liga Mundial em Belgrado na extinta Sérvia e Montenegro, vestindo a camisa#4; no mesmo ano foi vice-campeão da Copa América, disputada em São Leopoldo, depois campeão do Campeonato Sul-Americano realizado no Brasil na cidade de Lages, e alcançou a medalha de ouro também na Copa dos Campeões de 2005 no Japão.
Na segunda temporada pelo clube Itas Diatec Trentino, encerrou na sexta posição na fase de classificação da Liga A1 Italiana 2005-06, sendo semifinalista na fase dos playoffs, foi semifinalista também na Copa A1 Itália.
Em 2006 conquistou títulos importantes pela Seleção Brasileira, como tetracampeonato na Liga Mundial, cuja fase final ocorreu em Moscou, e seu primeiro título em Campeonato Mundial, este feito ocorreu no Japão, ele comemorou muito, pois na edição passada havia sido cortado do grupo e ofereceu a conquista para sua namorada Marcelle, e namoraram por três anos e se casaram e tiveram uma filha, chamada Helena.
Pelo Itas Diatec Trentino disputou mais uma jornada e na Liga A1 Italiana 2006-07 terminou na fase classificatória em oitavo lugar avançou apenas as quartas de final nos playoffs.
Novamente representa a Seleção Brasileira na edição da Liga Mundial de 2007, cuja fase final ocorreu em Katowice e sagrou-se tetracampeão consecutivo na história desta competição; atuou pelo selecionado brasileiro nos Jogos Pan Americanos, desta vez em 2007 e em solo brasileiro, tal competição foi realizada no Rio de Janeiro, ocasião que conquistou a medalha de ouro e ainda em 2007 disputou sua terceira edição da Copa do Mundo no Japão, novamente conquista a medalha de ouro e a qualificação olímpica, ocasião que vestia a camisa#4.
Em 2008 serve a Seleção Brasileira em sua décima participação em edições da Liga Mundial, e a fase final foi no Rio de Janeiro, mas alcança apenas a quarta colocação e foi o décimo colocado entre os melhores bloqueadores da edição e disputou sua terceira olimpíada, fato ocorrido na edição dos Jogos Olímpicos em Pequim, na China, conquistando mais uma medalha olímpica, desta vez foi medalhista de prata.

### Aposentadoria
Após 24 anos como atleta profissional, e doze anos servindo a Seleção Brasileira, resolveu aposentar-se como atleta, mas continua vinculado ao Vôlei Brasil Kirin/Campinas, exercendo a função de Coordenador Técnico do clube e desde 2014 foi nomeado Embaizador do Esporte Banco do Brasil, ingressou na universidade para obter a graduação de bacharel em Educação Física, aprofundando na área de Gestão Esportiva e no seu jogo de despedida contou com ex-atletas do voleibol feminino, entre elas a sua esposa Marcelle, além dos companheiros de clubes por onde passou, o jogo foi no dia 26 de julho de 2014, também tem ministrado palestras pelas escolas, universidades e empresas, compartilhando a experiência adquirida no esporte.

## Títulos e resultados
- Campeonato Mundial:1998[84]
- Liga Mundial de Voleibol:2008[127]
- Torneio Sul-Americano Pré-Olímpico:2000[91]
- Torneio Sul-Americano Pré-Mundial:1997, 2001[97]
- Campeonato Sul-Americano de Clubes:2009[61]
- Copa Brasil:2014[79]
- Superliga Brasileira A: 1994-95,[12]1997-98,[12]1998-99,[17]1999-00,[13][19] 2003-04[44]
- Superliga Brasileira A:2002-03,[41]2008-09[60]
- Superliga Brasileira A:1995-96, 2000-01,[27]2001-02, 2013-14[79]
- Supercopa de Clubes Campeões:2003[43]
- Grand Prix Brasil de Voleibol: 2003[43]
- Copa Sul:1998
- Copa Bento Gonçalves: 2003[42]
- Copa Sul:2001[30]
- Euromash:1998
- Torneio Saarbrucken:1998
- Troféu TIM:2004-05[48]
- Torneio Camino Al Mundial de Clubes:2000[21]
- Jogos Regionais de São paulo:2010[68]
- Campeonato Gaúcho: 2008[58]
- Campeonato Gaúcho: 1994
- Campeonato Carioca:1998[15]
- Campeonato Catarinense: 2000,[22]2001,2002,[39] 2003[46]
- Campeonato Mineiro:1999
- Campeonato Mineiro:2008,[55]2009[65]
- Campeonato Paulista:2011,[72] 2012,[75] 2013[79]
- Copa São Paulo: 2010,[68] 2012[74]
- Jasc:2000,[23] 2001, 2002, 2003
- Jogos Abertos do Interior de São Paulo:2012[76]
- Jogos Abertos do Interior de São Paulo:2010,[68] 2011[71]
- Torneio Desafio Globo Minas :2009[62]
- Torneio de Florianópolis :2009[63]
- 1º Torneio de Vôlei Masculino Cidade Juiz de Fora:2009[63]

## Premiações individuais
- Melhor Bloqueador da CEV Challenge Cup 2007-08[54]